# Arquitectura de los templos hinduistas

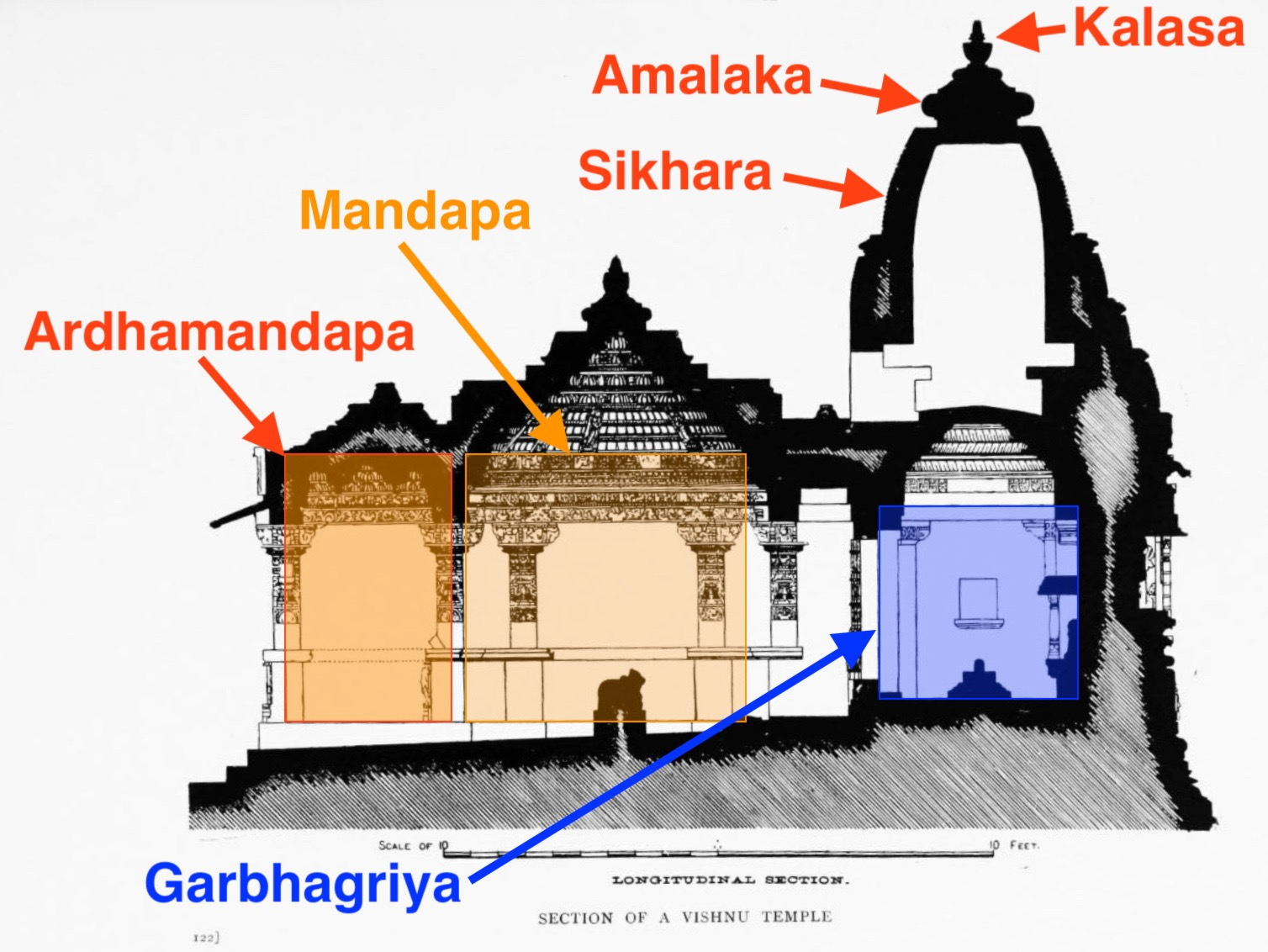
Arquitectura de un templo hinduista (estilo Nagara). Estos elementos centrales se evidencian en los templos más antiguos que sobrevivieron de los siglos VI-VI.

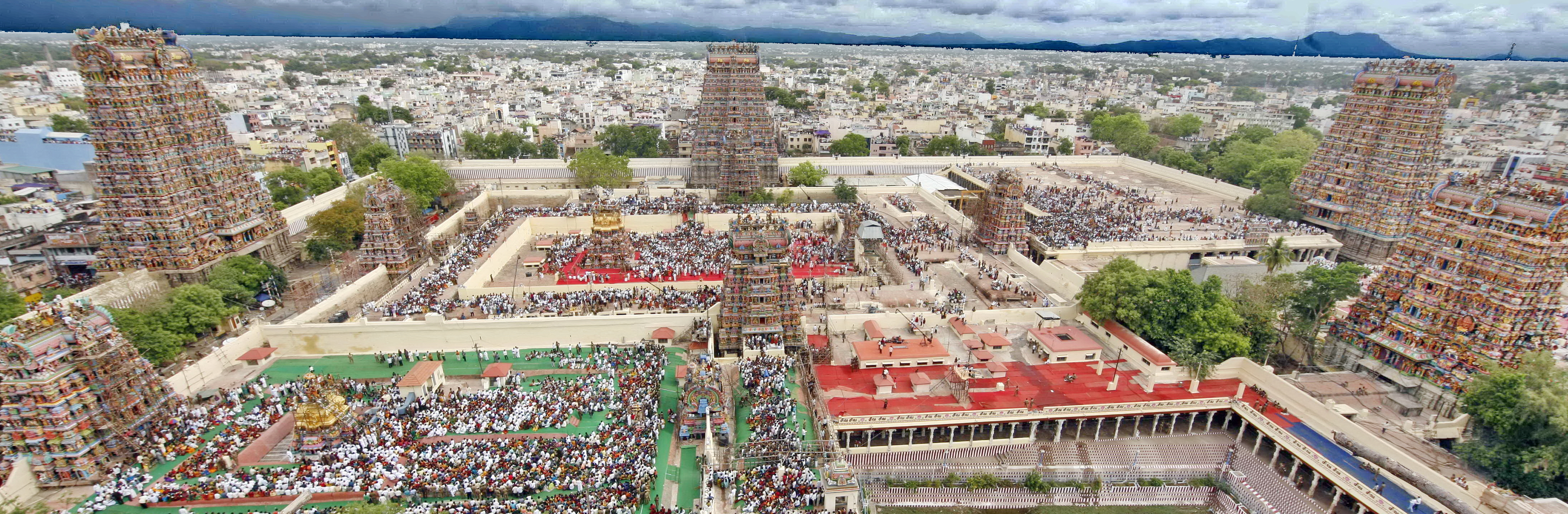
El complejo del templo de Meenakshi en Madurai, construido en su mayoría entre 1623 y 1655, un gran complejo en la arquitectura dravídica del sur de la India, dominado por las torres de la puerta de entrada de gopuram.

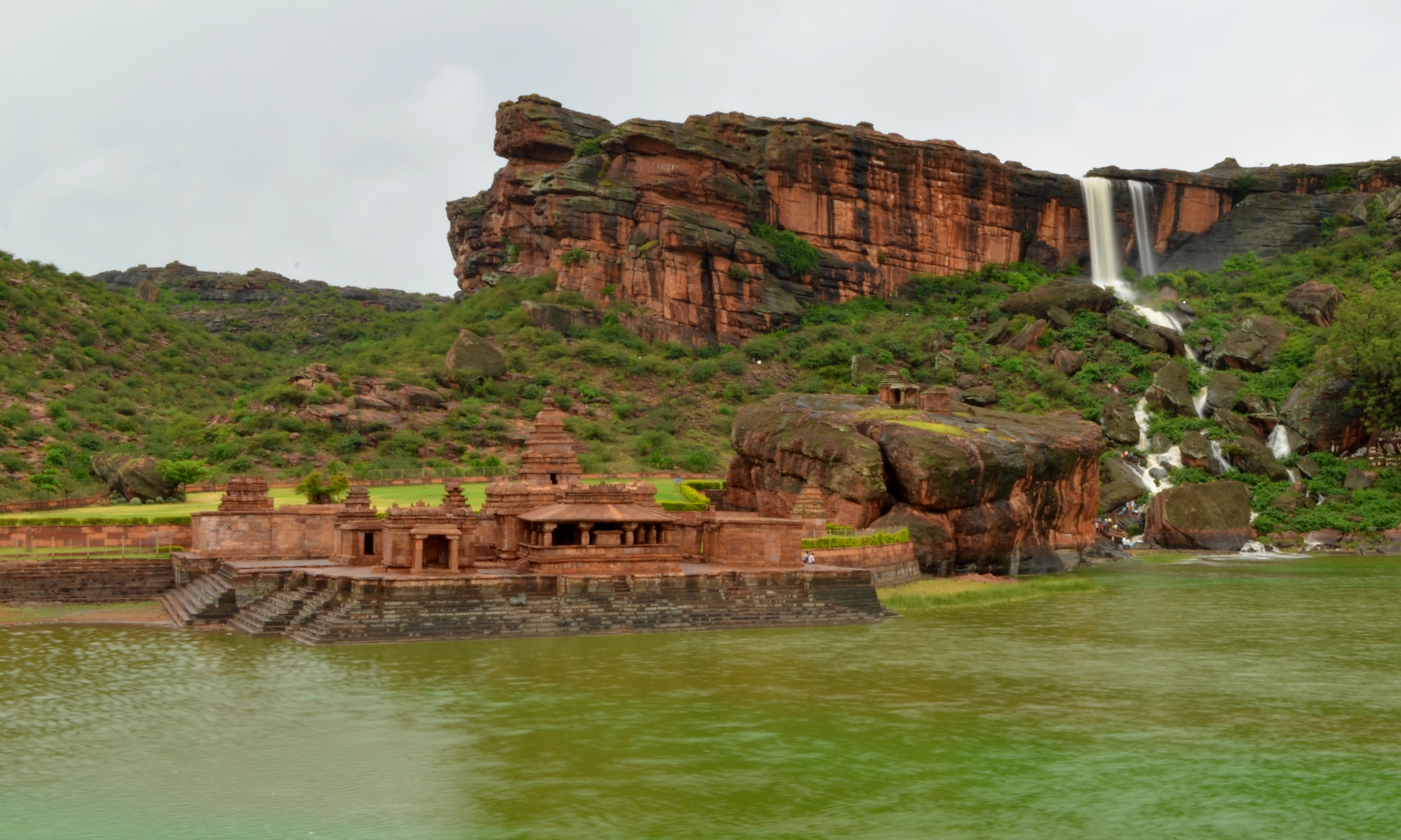
Un grupo de templos de Badami Shiva en Karnataka

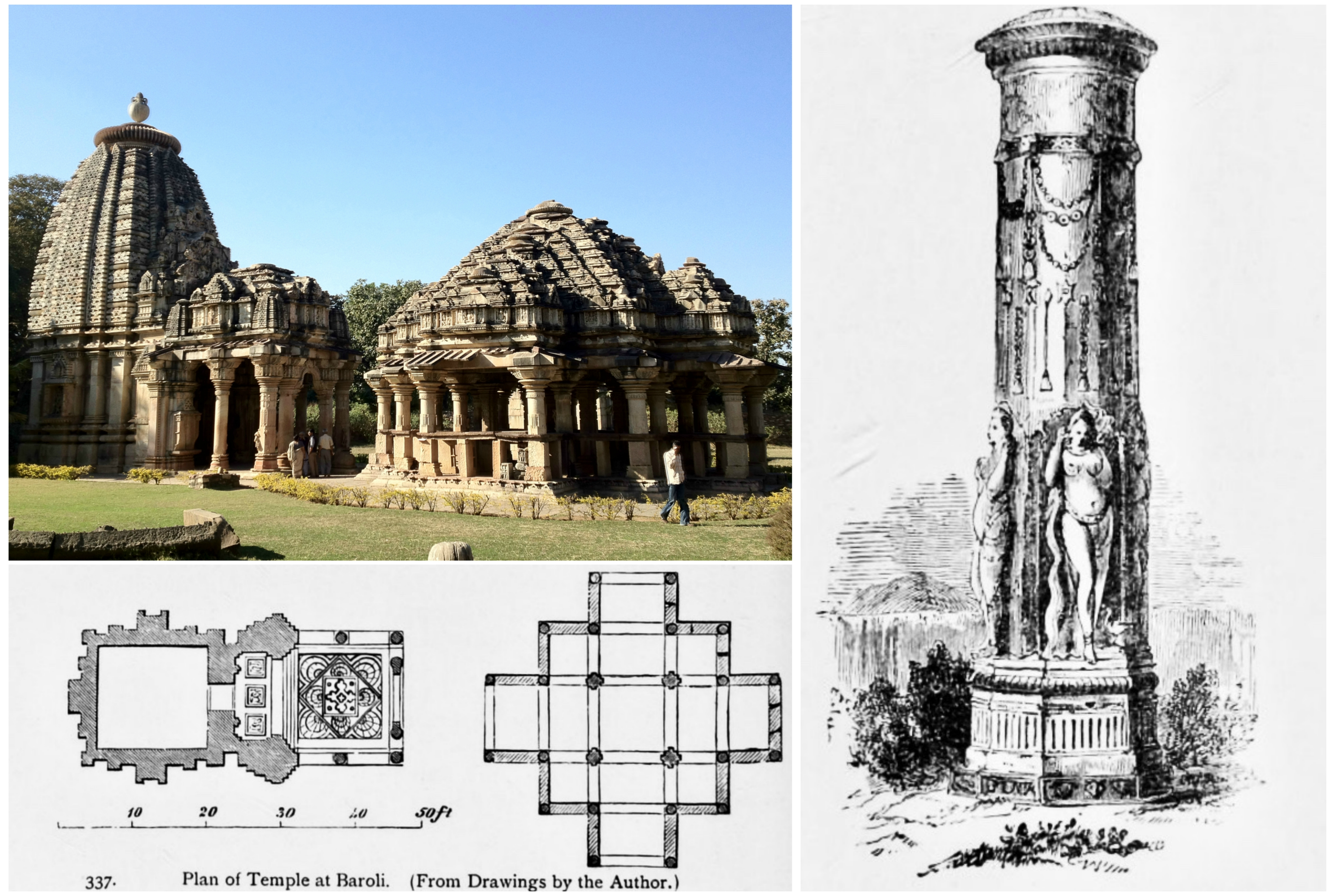
El temprano complejo del templo Baroli de principios del en Rajastán, que ilustra la arquitectura de Nagara

La arquitectura de los templos hinduistas, la manifestación principal de la arquitectura hinduista, tiene muchas variedades de estilo, aunque la naturaleza básica del templo hinduista siempre es la misma, con la característica esencial de tener un santuario interior, el garbha griha o cámara de la matriz, donde se encuentra en una simple celda desnuda el Murti primario o la imagen de una deidad. Alrededor de esta cámara a menudo hay otras estructuras y edificios, que en los casos más grandes cubren varios hectáreas. En el exterior, la garbhagriha está coronada por una shikhara, con forma de torre, también llamada vimana en el sur y la torre Meru en el templo balinés. El edificio del santuario a menudo incluye un ambulatorio para parikrama (circunvalación), una sala de congregación de mandapa y, a veces, una antecámara antarala y pórtico entre el garbhagriha y la mandapa. Puede haber más mandapas u otros edificios, conectados o separados, en templos grandes, junto con otros templos pequeños en el complejo.
La arquitectura de los templos hinduistas refleja una síntesis de las artes, de los ideales del dharma, de las creencias, los valores y el modo de vida apreciado por el hinduismo. El templo es un lugar para Tirtha, peregrinación. Todos los elementos cósmicos que crean y celebran la vida en el panteón hinduista, están presentes en un templo hinduista: desde el fuego hasta el agua, desde imágenes de la naturaleza hasta deidades, desde lo femenino hasta lo masculino, desde el kāma hasta artha, desde los sonidos fugaces y el oliente incienso hasta Purusha —la eterna nada y la universalidad—, todo es parte de la arquitectura de un templo hinduista. La forma y el significado de los elementos arquitectónicos en un templo hinduista están diseñados para funcionar como el lugar donde se encuentra el vínculo entre el hombre y lo divino, para ayudarle en su progreso hacia el conocimiento espiritual y la verdad, hacia su liberación que se llama moksha.
Los principios arquitectónicos de los templos hinduistas en la India se describen en Shilpa Shastras y Vastu Sastras. La cultura hinduista ha fomentado la independencia estética para sus constructores de templos, y sus arquitectos a veces han ejercido una considerable flexibilidad en la expresión creativa al adoptar otras geometrías perfectas y principios matemáticos en la construcción de Mandir para expresar el modo de vida hinduista. [6]

## Historia

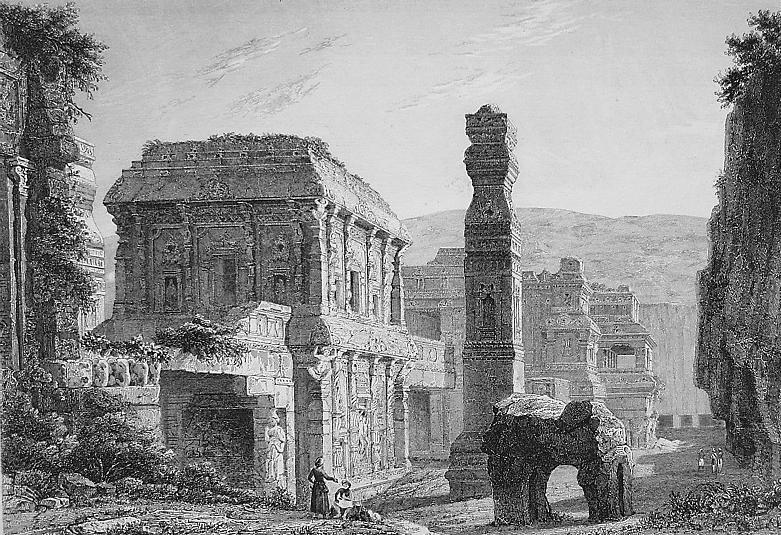
Un grabado en placa de cobre del templo hinduista de Kaliasa (1850)

Apenas quedan restos de templos hinduistas de antes de la dinastía Gupta en el siglo IV d. C.; sin duda hubo edificaciones anteriores basadas en el uso de la madera. Las cuevas de Udayagiri excavadas en la roca se encuentran entre los sitios tempranos más importantes. Los templos hinduistas más antiguos que se conservan son simples templos de piedra parecidos a células, algunos excavados en la roca y otros edificaciones exentas, como en Sanchi. En el siglo VI o VII, estos evolucionaron hacia altas superestructuras shikhara de piedra. Sin embargo, hay evidencias epigráficas, como la antigua inscripción de Gangadhara de alrededor del 424, como afirma Meister, de la existencia de templos elevados antes de ese momento y de que posiblemente se hicieran con material más perecedero. Esos templos no han sobrevivido.
Ejemplos de tempranos templos principales del norte de la India que han sobrevivido después de las cuevas Udayagiri en Madhya Pradesh incluyen Deogarh, templo de Parvati Temple, Nachna (465), Distrito de Lalitpur (c. 525), templo de ladrillo Lakshman, Sirpur (600-625); Rajim#templo de Rajiv Lochan, Rajim (siglo VII).
No han sobrevivido templos de piedra de estilo del sur de la India de antes del siglo VII. Los ejemplos de los principales templos de la India meridional que han sobrevivido, algunos en ruinas, incluyen los diversos estilos en Mahabalipuram. Sin embargo, según Meister, los templos de Mahabalipuram son «modelos monolíticos de una variedad de estructuras formales, de las cuales ya se puede decir que tipifican un orden "Dravida" (sur de la India) desarrollado». Sugieren que cuando se construyeron ya existía una tradición y una base de conocimientos en el sur de la India en el momento de la era temprana de Chalukya y Pallava. Otros ejemplos se encuentran en Aihole y Pattadakal.
Alrededor del siglo VII, la mayoría de las características principales del templo hinduista se establecieron junto con textos teóricos sobre la arquitectura del templo y los métodos de construcción. Aproximadamente entre los siglos VII y XIII, una gran cantidad de templos y sus ruinas han sobrevivido (aunque muchos menos de los han existido ). Muchos estilos regionales se desarrollaron, muy a menudo siguiendo las divisiones políticas, ya que los grandes templos se construyeron generalmente con el patrocinio real. En el norte, las invasiones musulmanas a partir del siglo XI redujeron la construcción de templos y vieron la pérdida de muchos ya existentes. El sur también fue testigo del conflicto hindú-musulmán que afectó a los templos, pero la región quedó relativamente menos afectada que el norte. A finales del siglo XIV, el Imperio hinduista Vijayanagara llegó al poder y controló gran parte de la India meridional. Durante ese período, la distintiva puerta de entrada de gopuram muy alta, en realidad un desarrollo tardío, a partir del siglo XII o posterior, fue típicamente agregada a templos grandes más viejos.

### Templos hinduistas del sudeste asiático
La esfera cultural, a menudo llamada Gran India, se extendió hacia el sudeste asiático. La evidencia más antigua se remonta a las inscripciones sánscritas en piedra encontradas en las islas y en el sudeste asiático continental, datadas entre el siglo IV y el siglo V. Antes del siglo XIV, se construyeron versiones locales de templos hinduistas en Myanmar, Malasia, Indonesia, Tailandia, Camboya, Laos y Vietnam. En estas regiones se desarrollaron varias tradiciones nacionales, que con frecuencia mezclaron el hinduismo y el budismo. El budismo theravada prevaleció en muchas partes del sudeste asiático, excepto en Malasia e Indonesia, donde el islam los desplazó a ambos.
Los templos hinduistas en el sudeste asiático desarrollaron sus propias versiones distintivas, en su mayoría basadas en modelos arquitectónicos indios, tanto en los estilos del norte como del sur. Sin embargo, los estilos arquitectónicos de los templos del sudeste asiático son diferentes y no hay un solo templo en la India que pueda considerarse la fuente de los templos del sudeste asiático. Según Michell, es como si los arquitectos del sudeste asiático hubieran aprendido «las prescripciones teóricas sobre la construcción de los templos» a partir de los textos indios, pero nunca los hubieran visto. Los elementos fueron reensamblados según sus propias interpretaciones creativas. Los templos hinduistas que se encuentran en el sudeste asiático son más conservadores y están mucho más vinculados a los elementos cosmológicos relacionados con el monte Meru del pensamiento indio que los templos hinduistas que se encuentran en el subcontinente. Además, a diferencia de los templos indios, la arquitectura sagrada en el sudeste asiático asocia al gobernante (devaraja) con lo divino, y el templo sirve tanto como memorial para el rey como de norada de los dioses. Ejemplos notables de la arquitectura del templo hinduista del sudeste asiático son el complejo del templo Trimurti shivaista Prambanan en Java, Indonesia (siglo IX), y el Vishnuite Angkor Wat en Camboya (siglo XII).

## Diseño
Un templo hinduista es una edificación impulsada por la simetría, con muchas variaciones, sobre una cuadrícula cuadrada de padas, que muestran formas geométricas perfectas como círculos y cuadrados. Susan Lewandowski afirma que el principio subyacente en un templo hinduista se basa en la creencia de que todas las cosas son una, de que todo está conectado. Un templo, afirma Lewandowski, «replica una y otra vez las creencias hinduistas en las partes que reflejan, y al mismo tiempo, el todo universal" como un "organismo de células que se repiten».: 68, 71  El peregrino es bienvenido a través de espacios matemáticamente estructurados, una red de arte, pilares con esculturas y estatuas que muestran y celebran los cuatro principios importantes y necesarios de la vida humana: la búsqueda de artha (prosperidad, riqueza), la búsqueda de kama (deseo), la búsqueda de dharma (virtudes, vida ética) y la búsqueda de moksha (liberación, autoconocimiento).
En el centro del templo, generalmente debajo y a veces encima, o al lado de la deidad, está el mero espacio hueco sin decoración, que representa simbólicamente a Purusa, el Principio Supremo, el Universal sagrado, uno sin forma, que está presente en todas partes,que lo conecta todo y es la esencia de todo. Un templo hinduista está destinado a fomentar la reflexión, a facilitar la purificación de la mente y a desencadenar el proceso de realización interna en el devoto. El proceso específico se deja a la escuela de creencias del devoto. La deidad primaria de los diferentes templos hinduistas varía para reflejar ese espectro espiritual.

### El emplazamiento
El sitio apropiado para un mandir, sugieren los textos sánscritos antiguos, es cerca del agua y de los jardines, donde florecen el loto y las flores, donde se oyen cisnes, patos y otras aves, donde los animales descansan sin temor a lesiones o daños. Esos lugares armoniosos fueron recomendados en esos textos con la explicación de que tales eran los lugares donde jugaban los dioses y, por lo tanto, el mejor sitio para los templos hinduistas.
Si bien los principales mandires hinduistas se recomienda se levanten en sangams (la confluencia de ríos), o en las orillas de ríos, lagos y costas, el Brhat Samhita y los Puranas sugieren que también se pueden construir templos donde no haya una fuente natural de agua. También en ese caso, recomiendan que se construya un estanque de preferencia frente, o a la izquierda, del templo con jardines acuáticos. Si el agua no estuviera presente de forma natural ni por diseño, el agua debía estar simbólicamente presente en la consagración del templo o en la deidad. Los templos también podían construirse, como sugiere el Visnudharmottara en la parte III del capítulo 93, dentro de cuevas y rocas talladas, en las cimas de colinas que ofreciesen vistas apacibles, en las laderas de montañas que dominasen hermosos valles, en bosques y ermitas interiores, junto a jardines, o en la cabecera de una calle del pueblo.
En la práctica, la mayoría de los templos se construyeronn como parte de un pueblo o ciudad. Algunos sitios como las capitales de los reinos y aquellos considerados particularmente como geografía sagrada tenían numerosos templos. Dado que algunas de esas antiguas capitales desaparecieron, los templos sobrevivientes se encuentran ahora en un paisaje rural. Son ejemplos Aihole, Badami, Pattadakal y Gangaikonda Cholapuram.

### La disposición

El plano de la planta baja del templo hinduista Manduka de 8x8 (64) rejillas, según Vastupurusamandala. La cuadrícula 64 es la plantilla de templo hinduista más sagrada y común. El brillante centro de azafrán, donde las diagonales se cruzan arriba, representa el Purusha de la filosofía hindú.

El diseño, especialmente de la planta baja, de la parte de un templo hinduista que rodea el sanctum o santuario sigue un diseño geométrico llamado vastu-purusha-mandala. El nombre es una palabra sánscrita compuesta por tres de los componentes más importantes de la planta: mandala, que significa círculo, purusha, que es la esencia universal en el núcleo de la tradición hindú, y vastu, que significa la edificación de la residencia. Vastupurushamandala es un yantra. El diseño presenta un templo hinduista en una edificación simétrica, que se repite a sí misma, derivada de las creencias centrales, mitos, cardinalidad y de principios matemáticos.
Las cuatro direcciones cardinales ayudan a crear el eje de un templo hindú, alrededor del cual se forma un cuadrado perfecto en el espacio disponible. El círculo de mandala circunscribe el cuadrado, que se considera divino por su perfección y como un producto simbólico del conocimiento y del pensamiento humano, mientras que el círculo se considera terrenal, humano y se observa en la vida cotidiana (luna, sol, horizonte, gota de agua, arco iris). Cada uno se apoya en el otro. El cuadrado se divide en cuadrículas cuadradas perfectas. En los templos grandes, esto suele ser una edificación de cuadrícula de 8x8 o 64. En las superestructuras del templo ceremonial, esta es una cuadrícula de 81 sub-cuadrados. Los cuadrados se llaman padas. El cuadrado es simbólico y tiene orígenes védicos del altar del fuego, Agni. La alineación a lo largo de la dirección cardinal, de manera similar, es una extensión de los rituales védicos de los tres fuegos. Este simbolismo también se encuentra entre las civilizaciones griegas y otras antiguas, a través del gnomon. En los manuales de los templos hinduistas, las plantas de diseño se describen con 1, 4, 9, 16, 25, 36, 49, 64, 81 y hasta 1024 cuadrados; 1 pada se considera la planta más simple, como un asiento para que un ermitaño o devoto se siente y medite, haga yoga o haga ofrendas con el fuego védico en el frente. El segundo diseño de 4 padas tiene un núcleo central simbólico en la intersección diagonal, y también es un diseño meditativo. El diseño de 9 padas tiene un centro sagrado rodeado y es el modelo para el templo más pequeño. El templo hinduista vastumandalas más antiguo puede usar las series de 9 a 49 pada, pero 64 se considera la cuadrícula geométrica más sagrada en los templos hinduistas. También se le llama Manduka, Bhekapada o Ajira en varios textos sánscritos antiguos. Cada pada se asigna conceptualmente a un elemento simbólico, a veces en forma de una deidad o a un espíritu o apasara. El cuadrado(s) central(es) del 64 está dedicada al Brahman (no debe confundirse con el Brahmin), y se llama(n) padas Brahma.
En la estructura de simetría y de cuadrados concéntricos de un templo hindú, cada capa concéntrica tiene importancia. La capa más externa, padas Paisachika, significa aspectos de Asuras y del mal; la siguiente capa concéntrica interior es padas Manusha, que significa la vida humana; mientras que las padas de Devika significan aspectos de Devas y buenos. Las padas de Manusha suelen albergar el ambulatorio. Los devotos, mientras caminan en el sentido de las agujas del reloj a través de este ambulatorio para completar Parikrama (o Pradakshina), caminan entre el bien en el lado interno y el mal en el lado externo. En los templos más pequeños, el pada de Paisachika no es parte de la superestructura del templo, sino que puede estar en el límite del templo o simplemente estar representada simbólicamente.
Las padas de Paisachika, las padas de Manusha y las padas de Devika rodean las padas de Brahma, que significa energía creativa y sirve como ubicación del ídolo principal del templo para el darsana. Finalmente, en el mismo centro de los padas Brahma se encuentra Garbhagruha (Garbha- Centro, gruha- casa; literalmente, 'el centro de la casa') (espacio Purusa), que significa Principio Universal presente en todo y en todos. La espira de un templo hindú, llamada Shikhara en el norte de la India y Vimana en el sur, está perfectamente alineada sobre el pada(s) de Brahma.
Debajo del(os) cuadrado(s) central(es) del mandala está el espacio para los sin forma y sin forma, todo el Espíritu Universal que se conecta, el Purusha. Este espacio a veces se denomina garbha-griya (literalmente, 'casa de la matriz'), un espacio pequeño, un cuadrado perfecto, sin ventanas, cerrado, sin adornos que representa la esencia universal. En o cerca de este espacio está típicamente un murti. Esta es la imagen principal de la deidad, y esto varía en cada templo. A menudo es este ídolo el que le da un nombre local, como el templo de Vishnu, el templo de Krishna, el templo de Rama, el templo de Narayana, el templo de Siva, el templo de Lakshmi, el templo de Ganesha, el templo de Durga, el templo de Hanuman, el templo de Surya u otros. Es este garbha-griya el que los devotos buscan para el ‘‘darsana’’ (literalmente, 'una visión de conocimiento' o 'visión').
Por encima del vastu-purusha-mandala hay una alta superestructura llamada shikhara, en la India septentrional, y vimana en la India meridional, que se extiende hacia el cielo. A veces, en templos improvisados, esa superestructura puede ser reemplazada por un simbólico bambú con pocas hojas en lo alto. La dimensión vertical de la cúpula o domo está diseñada como una pirámide, forma cónica u otra forma de montaña, una vez más utilizando el principio de los círculos concéntricos y los cuadrados (ver más abajo). Eruditos como Lewandowski afirman que esta forma estaría inspirada en la montaña cósmica del monte Meru o en el Himalaya Kailasa, la morada de los dioses según su antigua mitología.: 69–72 
En los templos más grandes, los tres padas exteriores están decorados visualmente con tallas, pinturas o imágenes que inspiran al devoto. En algunos templos, estas imágenes o relieves en las paredes pueden ser historias de epopeyas hinduistas, en otros pueden ser cuentos védicos sobre el bien y el mal o sobre virtudes y vicios, en algunos pueden ser ídolos de deidades menores o regionales. Los pilares, paredes y techos también suelen tener tallas o imágenes muy ornamentadas de las cuatro búsquedas justas y necesarias de la vida, kama, artha, dharma y moksa. Este paseo alrededor se llama pradakshina.
Los templos grandes también tienen salas con pilares llamadas mandapa. Una, en el lado este, sirve como sala de espera para los peregrinos y devotos. El mandapa puede ser una edificación separada en los templos más antiguos, pero en los templos más nuevos, este espacio está integrado en la superestructura del templo. Los sitios de mega templos tienen un templo principal rodeado de templos y santuarios más pequeños, pero estos aún están ordenados por los principios de simetría, de las cuadrículas y la precisión matemática. Un principio importante que se encuentra en la disposición de los templos hinduistas es el reflejo y la repetición de una estructura de diseño similar a un fractal, cada uno único, pero que también repite el principio común central, uno al que Susan Lewandowski denomina «un organismo de células repetidas».
Excepciones al principio de cuadrícula cuadrada
Un número predominante de templos hinduistas muestra el principio de la cuadrícula cuadrada perfecta. Sin embargo, hay algunas excepciones. Por ejemplo, el Teli ka Mandir en Gwalior, construido en el siglo VIII, no es un cuadrado, sino un rectángulo formado por cuadrados apilados. Además, el templo explora varias estructuras y santuarios en proporciones 1:1, 1:2, 1:3, 2:5, 3:5 y 4:5. Estas relaciones son exactas, lo que sugiere que el arquitecto intentó utilizar estas relaciones armónicas, y que el patrón del rectángulo no fue un error, ni una aproximación arbitraria. Otros ejemplos de relaciones armónicas no cuadradas se encuentran en el sitio del templo Naresar de Madhya Pradesh y en el templo Nakti-Mata cerca de Jaipur, en Rajasthan. Michael Meister afirma que estas excepciones significan que los antiguos manuales sánscritos para la construcción de templos eran pautas, y que el hinduismo permitía a los artesanos flexibilidad en la expresión y la independencia estética.
El texto hinduista Sthapatya Veda describe muchas plantas y estilos de templos de los que los siguientes se encuentran en otras publicaciones derivadas: Chaturasra (cuadrado), Ashtasra (octagonal), Vritta (circular), Ayatasra (rectangular), Ayata Ashtasra (fusión rectangular-octagonal) ), Ayata Vritta (elíptica), Hasti Prishta (absidal), Dwayasra Vrita (fusión rectangular-circular); en la literatura tamil, también se encuentra la Prana Vikara (con forma de signo Om de Tamil, ). Los métodos de combinación de cuadrados y círculos para producir todas estas plantass se describen en los textos hinduistas.

## Los constructores

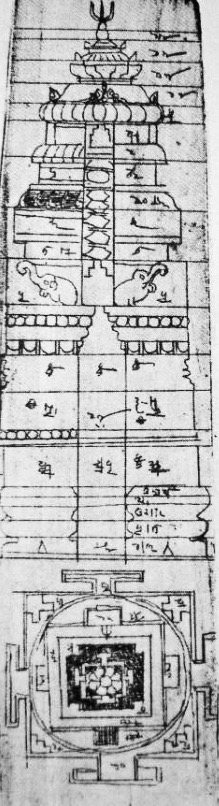
An Indian palm leaf manuscript page on temple building.

Los templos fueron construidos por gremios de arquitectos, artesanos y obreros. Sus conocimientos y tradiciones artesanales, afirma Michell, fueron preservados originalmente por la tradición oral, más tarde con manuscritos de hojas de palma. La tradición de construcción generalmente se transmitía dentro de las familias de una generación a otra, y este conocimiento fue guardado celosamente. Los gremios eran como un cuerpo corporativo que establecía las reglas de trabajo y los salarios estándar. Con el tiempo, estos gremios se hicieron ricos y ellos mismos hicieron donaciones caritativas como lo demuestran las inscripciones. Los gremios cubrieron casi todos los aspectos de la vida en los campamentos alrededor del sitio donde vivían los obreros durante el período de construcción, que en el caso de grandes proyectos podía ser de varios años.
El trabajo era dirigido por un arquitecto jefe (sutradhara) El superintendente de construcción era igual en su autoridad. Otros miembros importantes fueron el jefe de albañiles y el jefe de imagen que colaboraba para completar un templo. Los escultores se llamaban shilpins. Las mujeres participaron en la construcción de templos, pero en trabajos más livianos, como pulir piedras y limpiar. Los textos hinduistas son inconsistentes acerca de qué casta debía hacer el trabajo de construcción, con algunos textos aceptando que todas las castas funcionasen como un shilpin. Los brahmins eran expertos en teoría del arte y guiaban a los obreros cuando era necesario. También realizaron rituales de consagración de la superestructura y en el santuario.
En los primeros períodos del arte hindú, desde aproximadamente el siglo IV hasta el siglo X, los artistas tuvieron una libertad considerable y esto se evidencia en las considerables variaciones e innovaciones de las imágenes creadas y de los diseños de templos. Más tarde, gran parte de esta libertad se perdió a medida que la iconografía se estandarizó y la demanda de consistencia de la iconometría aumentó. Este "«presumiblemente refleja la influencia de los teólogos brahman» —afirma Michell— y la «creciente dependencia del artista de los brahmins» en formas adecuadas de ilasmágenes sagradas. La «búsqueda individual de la autoexpresión» en un proyecto del templo no estaba permitida y, en cambio, el artista expresaba los valores sagrados en forma visual a través de un templo, en su mayor parte de forma anónima.

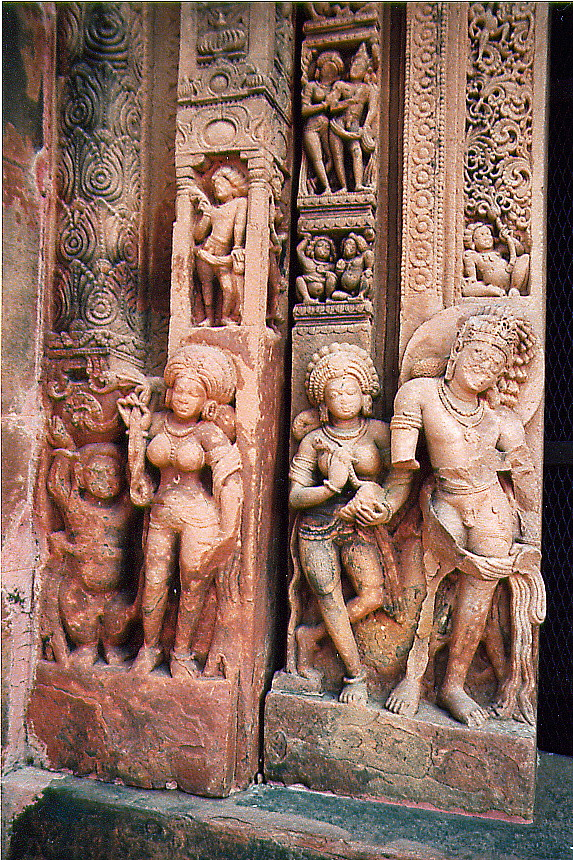
La escultura del templo de Dashavatara en Deogarh, completada alrededor del 500

Los patrocinadores utilizaron contratos para las tareas de construcción. Aunque los grandes maestros probablemente tenían ayudantes para ayudar a completar las imágenes principales en un templo, los paneles en relieve en un templo hinduista eran «casi con toda seguridad la inspiración de un solo artista».

### Escuelas en la tradición de la construcción de templos
Junto con los gremios, los textos sobrevivientes sugieren que se habían desarrollado en la antigua India varias escuelas arquitectónicas de templos hinduistas. Cada escuela desarrolló sus propios gurukuls (centros de estudio) y textos. De estos, los de los estados de Bharne y de Krusche, se hicieron más prominentes: la escuela Vishwakarma y la escuela Maya. La escuela Vishwakarma está acreditada con tratados, terminología e innovaciones relacionadas con el estilo de arquitectura Nagara, mientras que la escuela Maya con aquellas relacionadas con el estilo Dravida. El estilo ahora llamado Vesara unía y combinaba elementos de los estilos Nagara y Dravida, y probablemente reflejase alguna de las otras escuelas extintas.
Algunos eruditos han cuestionado la relevancia de estos textos, incluso si los artistas se basaron en la teoría de silpa sastras y en los manuales de construcción en sánscrito escritos probablemente por los brahmines, o sobre si estos tratados precedieron o siguieron a los grandes templos y a las antiguas esculturas de los mismos. Otros eruditos se preguntan si los la construcción de los grandes templos y la compleja arquitectura o escultura simétrica con temas consistentes y una iconografía común que aparece en sitios distantes, durante muchos siglos, podrían haber sido realizados por artistas y arquitectos sin una teoría adecuada, sin la terminología y las herramientas compartidas, y en ese caso cómo pudieron hacerlo. Según Adam Hardy, un historiador de la arquitectura y profesor de arquitectura asiática, la verdad «debe estar en algún punto intermedio». Según George Michell, un historiador del arte y profesor especializado en arquitectura hindú, la teoría y la práctica del campo creativo probablemente evolucionaron, y los trabajadores de construcción y los artistas que construyeron los complejos de templos probablemente consultaron a los teóricos cuando lo necesitaron.

## Diferentes estilos de arquitectura

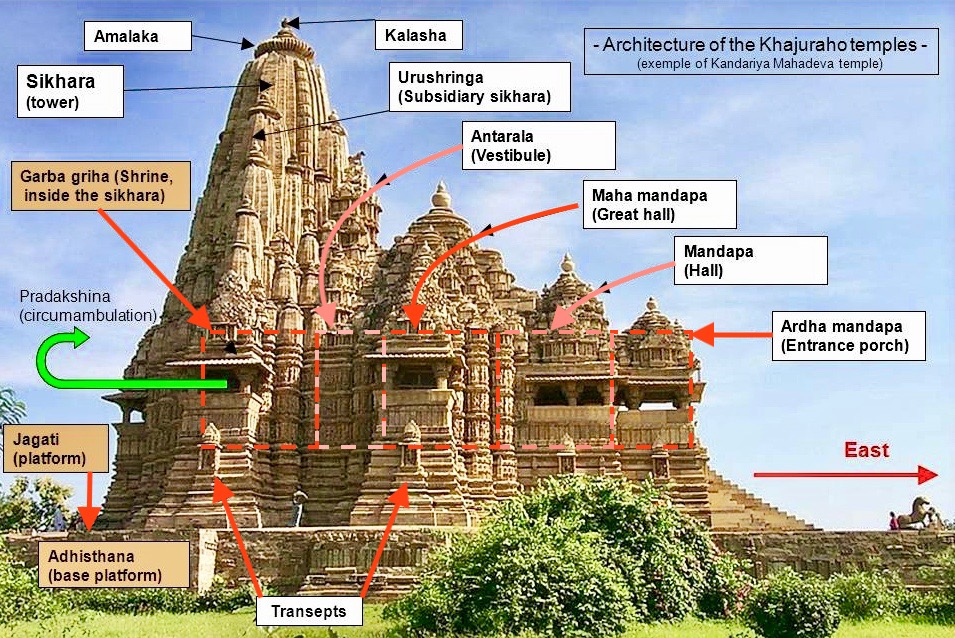
Arquitectura de los templos de Khajuraho

Los antiguos textos hinduistas sobre arquitectura como Brihatsamhita y otros, afirma Michell, clasifican los templos en cinco órdenes según sus características tipológicas: Nagara, Dravida, Vesara, elipse y rectángulo. La planta descrita para cada uno incluye cuadrado, octagonal y absidal. Su planta horizontal regula la forma vertical. Cada arquitectura del templo, a su vez, ha desarrollado su propio vocabulario, con términos que se superponen pero no necesariamente significan exactamente lo mismo en otro estilo y pueden aplicarse a una parte diferente del templo. Cronológicamente, los tempranos templos hinduistas a menudo se llaman clásicos (hasta los siglos VII u VIII), mientras que los que se remontan al período clásico hasta los siglos XII y XIII a veces se denominan medievales (ver India medieval). Sin embargo, afirma Michell, esto es inapropiado para la arquitectura hindú, dado que la tradición artística de la India conserva su patrimonio y el marco arquitectónico, al mismo tiempo que evoluciona sus ideas.
El estilo de la arquitectura del templo hinduista no solo era el resultado de la teología, de las ideas espirituales y de los primeros textos hinduistas, sino también fue el resultado de la innovación impulsada por la disponibilidad regional de materias primas y del clima local. Algunos materiales de construcción se importaron de regiones distantes, pero gran parte del templo se construyó con materiales fácilmente disponibles. En algunas regiones, como en el sur de Karnataka, la disponibilidad local de piedra blanda llevó a los arquitectos de Hoysala a innovar estilos arquitectónicos que son difíciles con rocas duras y cristalinas. En otros lugares, los artistas cortaron el granito u otras piedras para construir templos y crear esculturas. Las caras rocosas permitieron a los artistas tallar templos en cuevas o el terreno rocoso de una región alentó la arquitectura monolítica de templos excavados en la roca. En las regiones donde la piedra no estaban disponibles, florecieron las innovaciones en templos de ladrillo. La arquitectura de los templos hinduistas se ha visto afectada históricamente por el material de construcción disponible en cada región, su «valor tonal, textura y posibilidades estructurales», afirma Michell.

### Arquitecturas Dravida y Nagara
De los diferentes estilos de arquitectura de templos en la India, la arquitectura Nagara del norte de la India y la arquitectura dravídica del sur de la India son las más comunes. También se encuentran otros estilos. Por ejemplo, el clima lluvioso y los materiales de construcción disponibles en Bengala, Kerala, Java y Bali Indonesia han influido en la evolución de los estilos y edificaciones en estas regiones. En otros sitios, como Ellora y Pattadakal, los templos adyacentes pueden tener características que dibujan diferentes tradiciones, así como características en un estilo común local a esa región y período. En la literatura de la era moderna, muchos estilos han sido nombrados por el nombre de las dinastías reales en cuyos territorios fueron construidos.
| Característica                                                       | Arquitectura de Nagara | Arquitectura dravídica | Referencia   |
| -------------------------------------------------------------------- | --- | --- | ------------ |
| Espira del templo principal (torre)                                  | Sikhara sobre el santuario | Vimana que puede ser de varios pisos (talas), cuya parte superior se llama sikhara | [ Bharne 3 ] |
| Espira de mandapa (torre)                                            | Sí | No | [ Bharne 4 ] |
| Curvatura de la espira                                               | Curvilíneo centrado sobre el lugar sagrado, también piramidal de bordes rectos | Piramidal de bordes rectos, a veces curvilíneo centrado sobre el santuario |              |
| Santuario                                                            | De una o varias plantas | Por lo general, solo (el vimana puede ser de varios pisos) | [ Bharne 5 ] |
| Planta                                                               | Las plantas de mandapa, santuario y torre son predominantemente Chaturasra (square); infrecuentes: Ashtasra, Vritta, Ayatasra, Ayata Ashtasra, Ayata Vritta, Hasti Prishta, Dwayasra Vrita                       | Igual, además dePrana Vikara | [ Bharne 5 ] |
| Gopuram                                                              | No es una característica prominente | Característica, pero no esencial; después del siglo X a menudo más alto que el vimana. Pueden ser varios, en todos los lados del recinto, que sirven como puntos de referencia para los peregrinos.                                                            |              |
| Otras características                                                | piscinas sagradas, menos mandapas con pilares en los terrenos del templo (dharmashala separado), muros de prakara raros (por ejemplo, Odisha después del siglo XIV), entradas individuales o múltiples al templo | piscinas sagradas, muchas mandapas con pilares en los terrenos del templo (usadas para ritos de ceremonias de pasaje, choultry, rituales del templo), las paredes de prakara se volvieron comunes después del siglo XIV, entradas únicas o múltiples al templo | [ Bharne 5 ] |
| Subestilos principales                                               | Latina, Phamsana, Sekhari, Valabhi | Tamil (Dravidadesa superior e inferior), Karnata, Andhra | [ Bharne 5 ] |
| Geografía                                                            | Partes norte, oeste, centro y este del subcontinente indio | Partes del sur del subcontinente indio, sudeste de Asia | [ Bharne 5 ] |
| Cronología de los monumentos de mampostería de piedra supervivientes | Era Kushana tardía, Gupta temprano: arcaico rudimentario; siglos VI-X: cenit | Era de Gupta tardía: rudimentaria; Siglos VI-X: cenit | [ 43 ]       |

### Estilos regionales

#### Arquitectura chalukya Badami
El estilo de la arquitectura Badami Chalukya se originó en el siglo V en Aihole y se perfeccionó en Pattadakal y Badami.
Entre 500 y 757, los Chalukyas de Badami construyeron templos hinduistas de piedra arenisca tallados en enormes bloques de afloramientos en las cadenas de las colinas de Kaladgi.
En Aihole, conocida como la «Cuna de la arquitectura india», hay más de 150 templos repartidos por todo el pueblo. El templo de Lad Khan es el más antiguo. El templo de Durga es notable por su ábside semicircular, su basamento elevado y la galería que rodea el sanctum sanctorum. Una escultura de Vishnu sentado sobre una gran cobra se encuentra en el templo Hutchimali. El templo de la cueva Ravalphadi celebra las muchas formas de Shiva. Otros templos incluyen el complejo de templos de Konthi y el templo de Meguti Jain.
Pattadakal es un lugar declarado Patrimonio de la Humanidad donde se encuentra el templo Virupaksha; es el templo más grande, con escenas talladas de las grandes epopeyas del Ramayana y el Mahabharata. Otros templos en Pattadakal son Mallikarjuna, Kashivishwanatha, Galaganatha y Papanath.

#### Arquitectura Gadag
El estilo de la arquitectura de Gadag también se conoce como la arquitectura chalukya occidental. El estilo floreció durante 150 años (de 1050 a 1200); en ese período, se construyeron alrededor de 50 templos. Algunos ejemplos son el templo Saraswati en el complejo del templo Trikuteshwara, en Gadag; el templo Doddabasappa en Dambal; el templo Kasivisvesvara, en Lakkundi, y el templo Amriteshwara, en Annigeri, que está marcado por pilares ornamentados con intrincadas esculturas. Este estilo se originó durante el período de Kalyani Chalukyas (también conocido como Chalukya Occidental) Someswara I.

Estilo arquitectónico de los templos Gadag / chalukya occidental
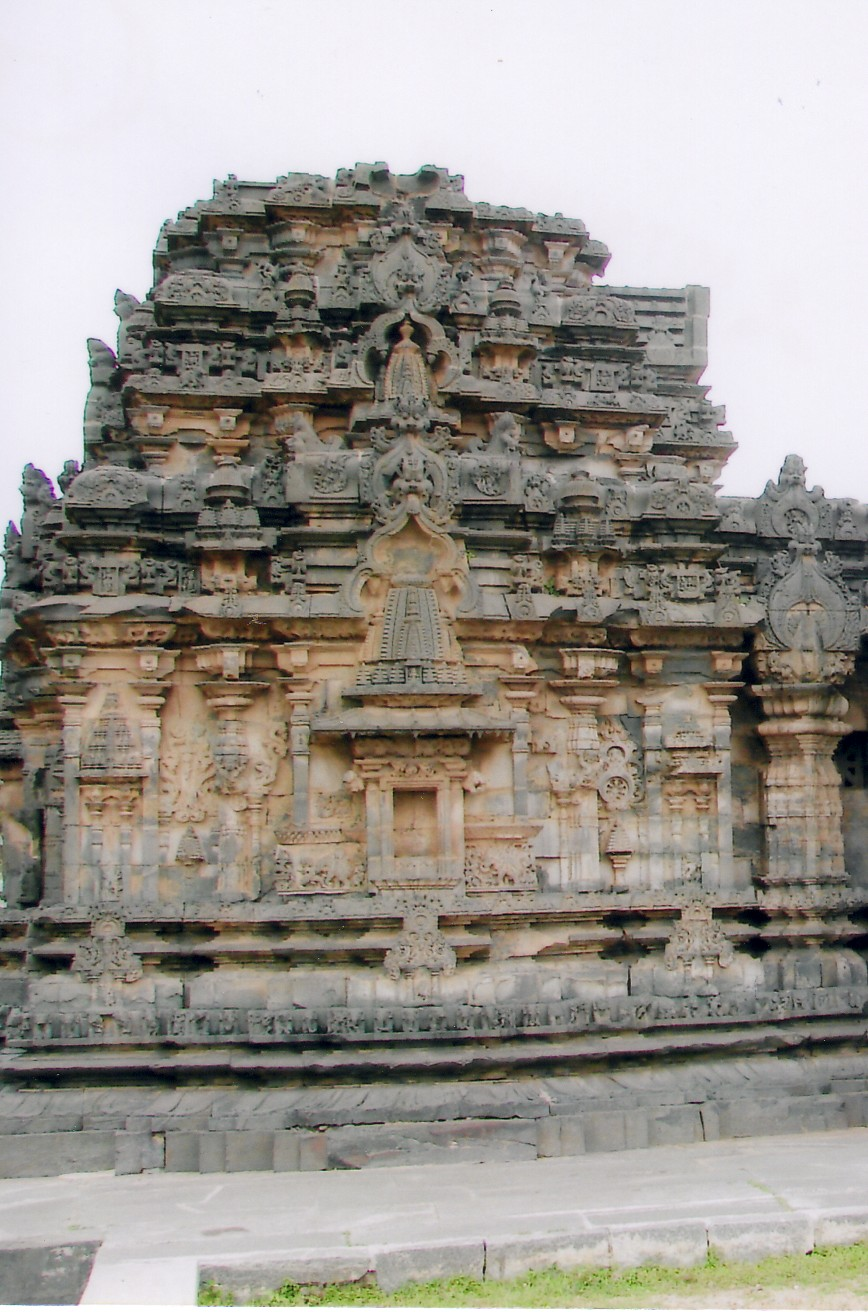
Muralla del santuario y superestructura en el templo Kasivisvesvara en Lakkundi
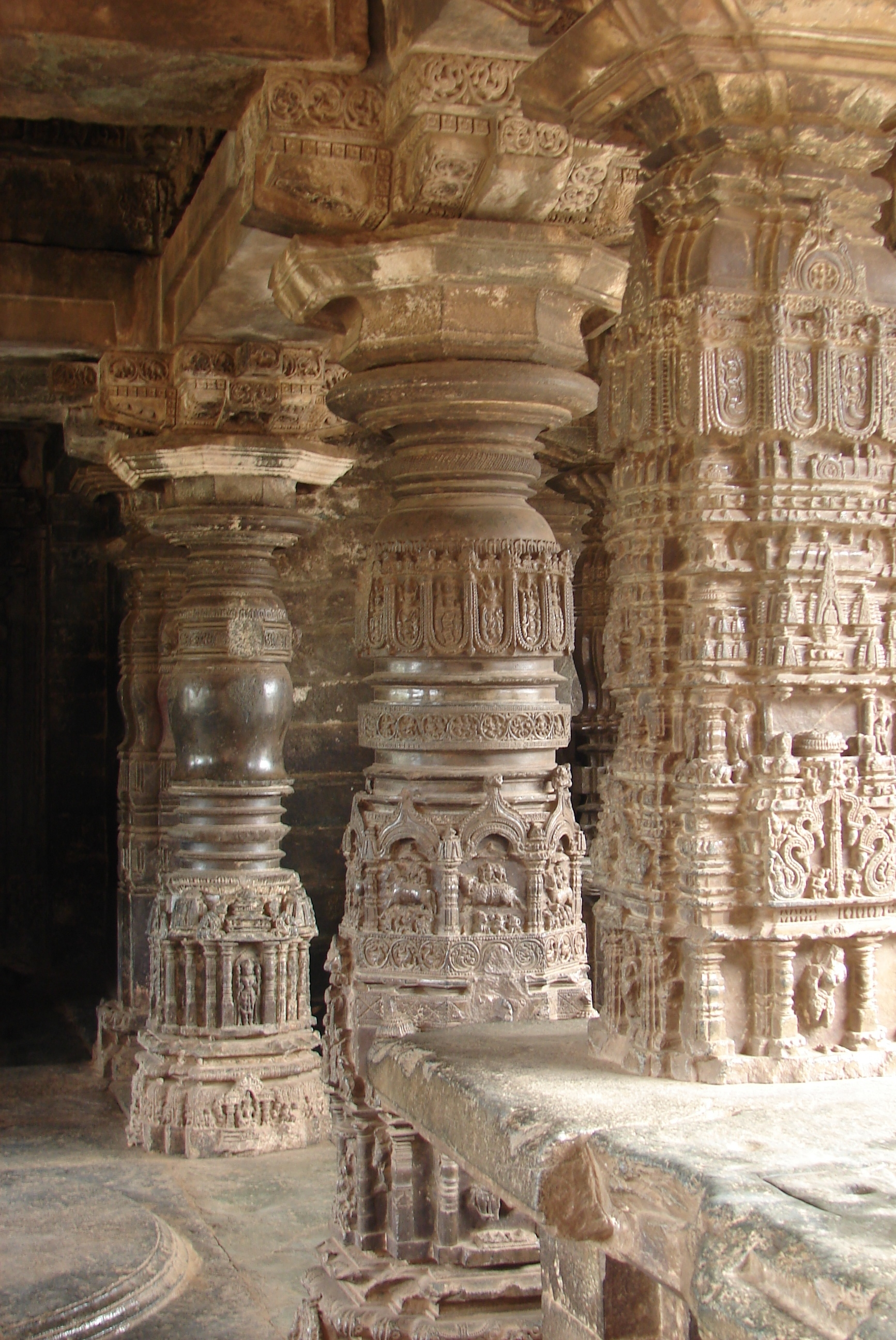
Pilares ornados de estilo Gadag en el templo Sarasvati, complejo del templo Trikuteshwara en Gadag
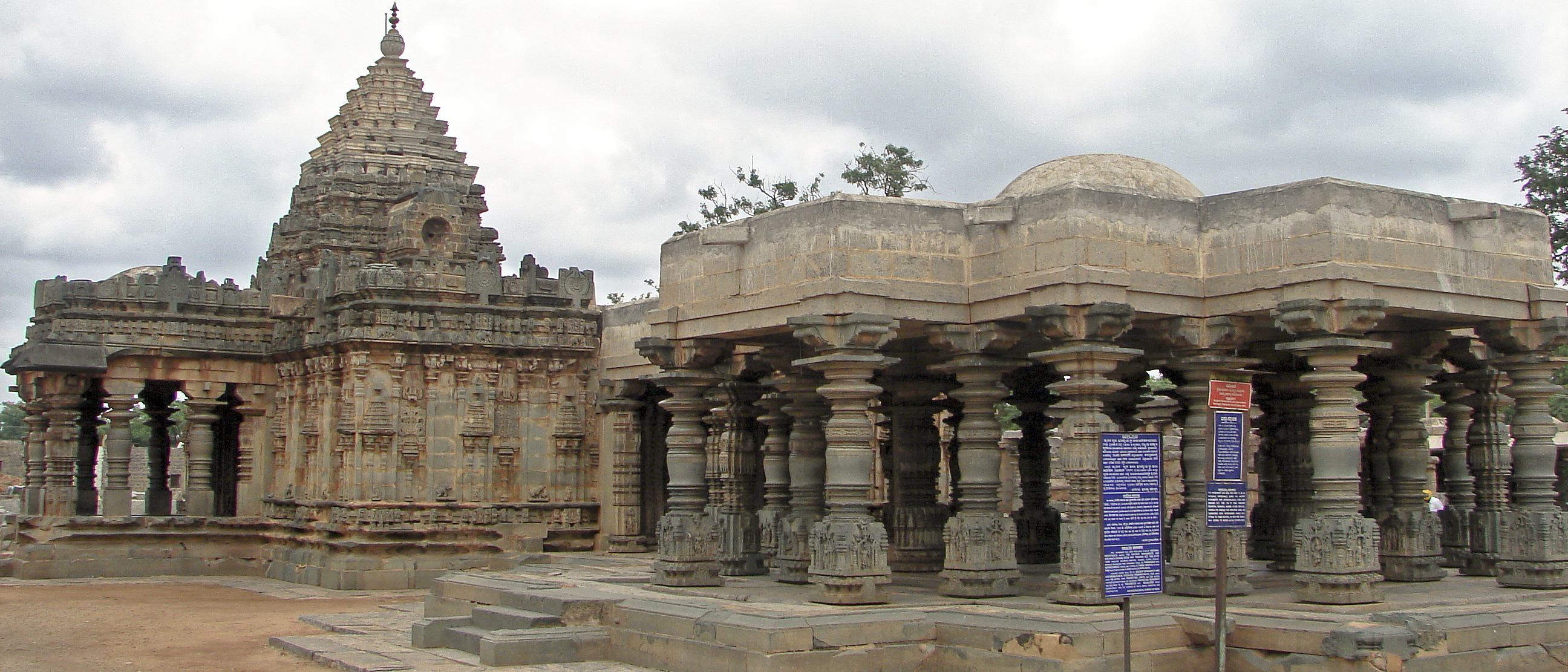
Templo Mahadeva en Itagi, distrito de Koppal en Karnataka, también llamado Devalaya Chakravarti,[44][45] (1112), un ejemplo de articulación dravida con una superestructura nagara

### Arquitectura de Kalinga
El diseño que floreció en el estado indio oriental de Odisha y en el norte de Andhra Pradesh se llama estilo de arquitectura de Kalinga. El estilo consta de tres tipos distintos de templos: Rekha Deula, Pidha Deula y Khakhara Deula. Deula significa "templo" en el idioma local. Los dos primeros están asociados con los templos de Vishnu, Surya y Shiva mientras que el tercero está principalmente con los templos de Chamunda y Durga. El Rekha deula y el Khakhara deula albergan el sanctum sanctorum, mientras que el Pidha Deula constituye bailes externos y salas de ofrendas.
Los ejemplos más destacados de Rekha Deula son el templo Lingaraj de Bhubaneswar y el templo Jagannath de Puri. Uno de los ejemplos más destacados de Khakhara Deula es Vaital Deula. El Templo del Sol Konark es un ejemplo vivo de Pidha Deula.

### Arquitectura del templo Māru-Gurjar
La arquitectura del templo Māru-Gurjara se originó en algún lugar del siglo VI en y alrededor de las áreas de Rajasthan. La arquitectura de Māru-Gurjara tiene dos estilos prominentes: Maha-Maru y Maru-Gurjara. Según Madhusudan Dhaky, el estilo Maha-Maru se desarrolló principalmente en Marudesa, Sapadalaksha, Surasena y en partes de Uparamala, mientras que Maru-Gurjara se habría originado en Medapata, Gurjaradesa-Arbuda, Gurjaradesa-Anarta y algunas áreas de Gujarat. Eruditos como George Michell, Dhaky, Michael W. Meister y U.S. Moorti creen que la arquitectura del templo Māru-Gurjara es totalmente arquitectura india occidental y que es muy diferente de la arquitectura del templo del norte de India.
Hay una conexión entre la arquitectura Māru-Gurjara y la arquitectura del templo Hoysala. En ambos estilos la arquitectura es tratada escultóricamente.

### Arquitectura de Indonesia
Los templos se llaman candi (tʃandi) en Indonesia, ya sean budista o hinduistas. Un candi se refiere a una estructura basada en el tipo indio de un santuario unicelular, con una torre piramidal encima y un pórtico para la entrada, construido en su mayoría entre los siglos VII y XV. En la arquitectura balinesa hindú, un santuario candi se puede encontrar dentro de un compuesto pura. El mejor ejemplo de la arquitectura del templo hinduista javanés indonesio es el templo del siglo IX Prambanan (Shivagrha), ubicado en Java Central, cerca de Yogyakarta. Este templo hindú, el más grande de Indonesia, tiene tres torres principales prasad, dedicadas a los dioses Trimurti. El templo de Shiva, el templo principal más grande, tiene una altura de 47 metros.
El término "candi" se cree que se deriva de Candika, una de las manifestaciones de la diosa Durga como la diosa de la muerte.
La arquitectura candi sigue las tradiciones típicas de la arquitectura hinduista basadas en Vastu Shastra. La disposición del templo, especialmente en el período de Java central, incorporó arreglos de la planta del templo del mandala y también las típicas espiras elevadas de los templos hinduistas. El candi fue diseñado para imitar al monte Meru, la montaña sagrada, la morada de los dioses. Todo el templo es un modelo del universo hinduista según la cosmología hindú y las capas de Loka.
La estructura y disposición candi reconocen la jerarquía de las zonas, que abarcan desde los ámbitos menos santos hasta los más sagrados. La tradición índica de la arquitectura hindú-budista reconoce el concepto de organizar elementos en tres partes o tres elementos. Posteriormente, el diseño, planta y disposición del templo siguen la regla de asignación de espacio dentro de tres elementos; comúnmente identificado como pie (base), cuerpo (centro) y cabeza (techo). Son Bhurloka representados por el patio exterior y la parte de los pies (base) de cada templo, Bhuvarloka representado por el patio medio y el cuerpo de cada uno de los templos, y Svarloka que simboliza el techo de la edificación hinduista generalmente coronada con ratna (sánscrito: joya) o vajra.[cita requerida]

### Arquitectura jemer
Antes del siglo XIV, el Imperio jemer floreció en la actual Camboya con su influencia ampliada a la mayor parte del sudeste asiático continental. Su gran capital, Angkor (en camboyano: អង្គរ, 'ciudad capital', derivado del sánscrito nagara), contiene algunos de los más importantes y el más magnífico ejemplo de la arquitectura del templo jemer. El estilo clásico del templo de Angkor es demostrado por el siglo XII Angkor Wat. Los constructores angkorianos utilizaron principalmente arenisca y laterita como materiales de construcción de templos.
La superestructura principal del templo jemer típico es un prasat torreado llamado prang que aloja la cámara interior garbhagriha, donde residen el murti de Vishnu o Shiva, o un lingam. Los templos jemer estaban típicamente encerrados por una serie concéntrica de muros, con el santuario central en el medio; esta disposición representaba las sierras que rodeaban el monte Meru, el hogar mítico de los dioses. Los recintos son los espacios entre estos muros, y entre el muro más interno y el templo mismo. Los muros que definen los recintos de los templos jemer están frecuentemente cubiertos por galerías, mientras que el paso a través de los muros es a través de gopuras ubicadas en los puntos cardinales. La entrada principal suele adornarse con una calzada elevada con terraza cruciforme.

### Arquitectura champa

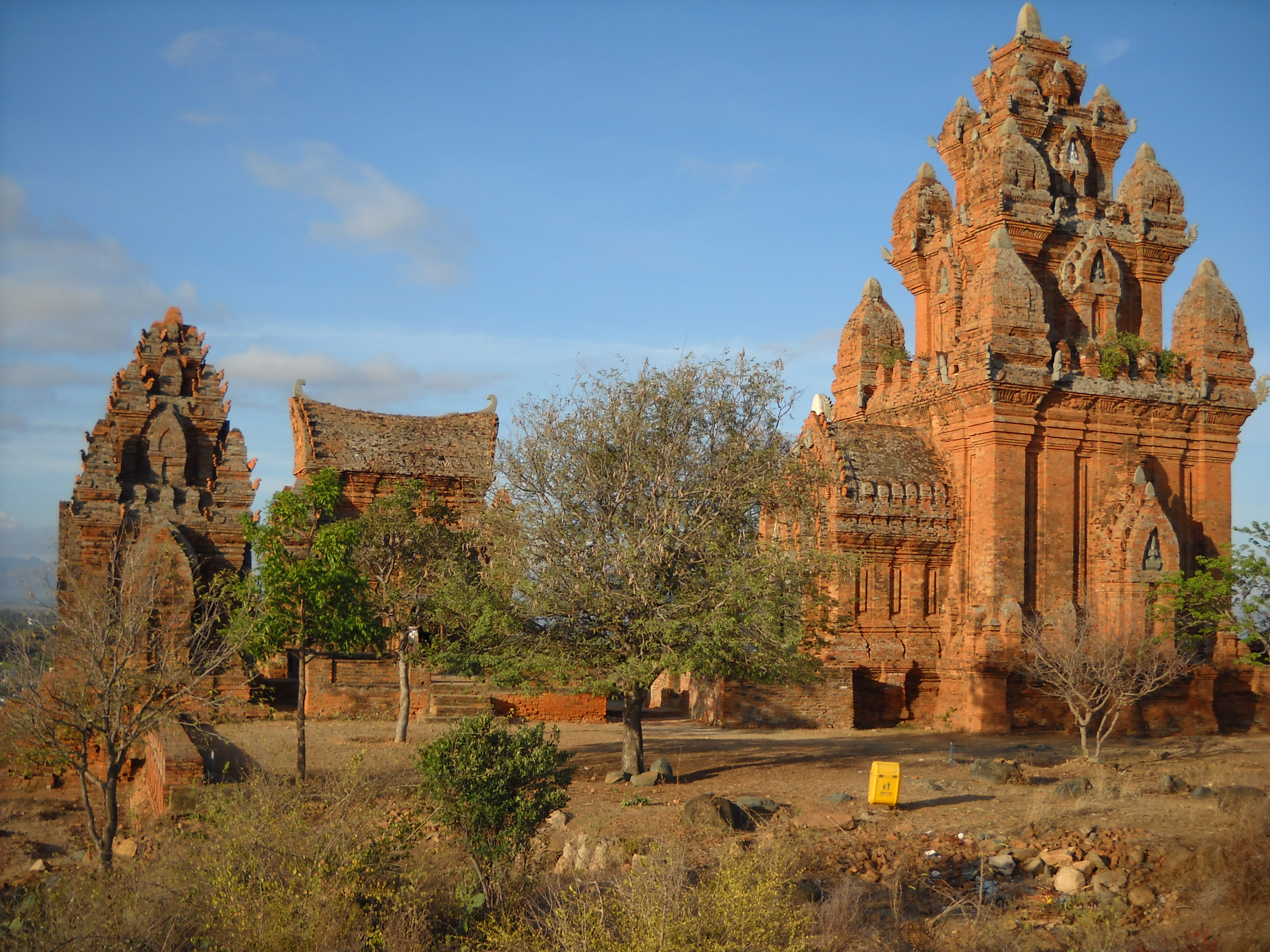
El perfil del templo del Po Klong Garai cerca de Phan Rang incluye todos los edificios típicos de un templo cham. De izquierda a derecha, se puede ver la gopura, la kosagrha con forma de silla de montar y la mandapa unida a la torre kalan.

Entre los siglos VI y XVI, el reino de Champa floreció en la parte central y meridional del actual Vietnam. A diferencia de los javaneses que usaban principalmente piedra de andesita volcánica para sus templos, y los jemeres de Angkor que en su mayoría empleaban areniscas grises para construir sus edificios religiosos, los cham construyeron sus templos con ladrillos rojizos. Los sitios más importantes que quedan de la arquitectura del templo de ladrillos Cham incluyen Mỹ Sơn, cerca de Da Nang, Po Nagar, cerca de Nha Trang, y Po Klong Garai cerca de Phan Rang.[cita requerida]
Generalmente, un complejo de templos cham consistía en varios tipos diferentes de edificios. Hay kalan, un santuario de ladrillos, típicamente en forma de torre con garbahgriha utilizada para albergar a los murti de la deidad. Un mandapa es un pasillo de entrada conectado con un santuario. Una kosagrha o "casa de bomberos" es una construcción de templo típicamente con un techo en forma de silla de montar, que se utiliza para albergar los objetos de valor pertenecientes a la deidad o para cocinar para la deidad. La gopura era una puerta-torre que conducía a un complejo de templos amurallados. Estos tipos de edificios son típicos de los templos hinduistas en general; la clasificación es válida no solo para la arquitectura de Champa, sino también para otras tradiciones arquitectónicas de Gran India.[cita requerida]

## Glosario
Los textos hinduistas sobre arquitectura de los templos tienen una extensa terminología. A continuación se enumeran algunos de los términos más comunes:
| Término        | Descripción | Sinónimos o similares                                                                      | Texto ilustrativo hinduista mención / diseño de reglas                       | Referencia                       | Imagen |
| -------------- | --- | ------------------------------------------------------------------------------------------ | ---------------------------------------------------------------------------- | -------------------------------- | ------ |
| Adhisthana     | estilobato, plinto, base generalmente con molduras en el costado, sobre la cual se levanta un templo o descansa un pilar | Athavaksham, Pista, Pitha                                                                  | Manasara XIV, Kamikagama 35, Suprabhedagama 31                               | [ 57 ]                           |        |
| Amalaka        | Un adorno de coronación en la parte superior de shikara, forma de una fruta amalok india que parece una rueda dentada. El amalaka soporta el kalasha. |                                                                                            | Mayamata silpasastra                                                         | [ 57 ] [ Bharne 6 ]              |        |
| Antarala       | lit. espacio interior de cualquier edificio; en los templos, es el espacio intermedio (vestíbulo, antecámara) entre el santuario y el espacio donde se reúnen los peregrinos | Sukhanasi                                                                                  | Manasara XV, XXIII; Kamikagama XXXV                                          | [ 57 ] [ Bharne 6 ]              |        |
| Ardhamandapa   | Media sala en cada entrada, usualmente el área de recepción que conecta con el mandapa |                                                                                            | Manasara XIV, Kamikagama 35, Suprabhedagama 31                               | [ 57 ]                           |        |
| Ayatana        | Sala de actos, recinto interior de un templo o monasterio |                                                                                            | Agni Purana XLIII, Matsya Purana CCLXX, Chandogya Upanishad 6.8.2            | [ Kumar 1 ]                      |        |
| Bhadra         | una proyección a menudo alineada con una de las direcciones cardinales; Típicamente de la parte central de los muros; Decoración o un porche proyectado para peregrinos. También puede ser una proyección de torre de piso. |                                                                                            | Manasara XXX-XXXIV                                                           | [ 57 ]                           |        |
| Gana           | Un enano mítico o duende, generalmente con una barriga prominente y con expresión cómica |                                                                                            |                                                                              | [ 58 ]                           |        |
| Garbhagriha    | La casa de la matriz, adytum, sanctum sanctorum ; es el loci del templo y el darshana, el espacio espiritual que los hinduistas circun-deambulan en el sentido de las agujas del reloj. Aquí es donde se coloca la imagen principal de murti. Por lo general, el espacio es muy sencillo, sin distracciones del murti, que es rico en simbolismo. Un templo grande puede tener muchos santuarios, cada uno con un garbhagriya. | Garbha-griya, Garbha-geha, Sibika, Garbha, Mula-sthana                                     | Brihat Samhita LXI                                                           | [ 56 ]                           |        |
| Gavaksha       | uno de los motivos de arco; tiene forma de herradura, se encuentra con ventanas o para decorar espiras, pilares y otros elementos. | Gavaksa, kudu                                                                              |                                                                              | [ 59 ] [ Bharne 7 ]              |        |
| Gopuram        | Una puerta en la entrada o una que conecta dos espacios sagrados del templo; se volvió muy grande en los templos de la India meridional, que pueden tener varios; tiene sus raíces en los antiguos monasterios indios y la palabra védica gomatipur; | Gopura, Dvara attalaka                                                                     | Agni Purana XLII, Manasara XI, XXXIII verses 1-601, LVIII                    | [ Bharne 8 ] [ Kumar 3 ]         |        |
| Hara           | Adorno para el cuello como collar |                                                                                            |                                                                              | [ 60 ]                           |        |
| Jala           | Un enrejado, rejilla de piedra, red, visto por primera vez en templos del siglo VI | Jali, Indra koshtha                                                                        |                                                                              | [ Kumar 4 ]                      |        |
| Jagati         | Cualquier base moldeada o pedestal para el templo o una estatua que se extienda hacia afuera, parte de la plataforma que forma una terraza para estar o rodear, mientras se leen los relieves y frisos | Jagata, Pithika, Jagati-pitha, Kati, Vasudha                                               | Samarangana-sutradhara LXVIII, Agni Purana XLII, Suprabhedagama 31.19        | [ 57 ] [ 61 ]                    |        |
| Kalasha        | El elemento pináculo de un templo, el final de jarrón, una cúpula o una jarra. | Kalasam, Stupi, Kumuda                                                                     | Agni Purana CIV, Kamikagama 55                                               | [ 58 ] [ Kumar 5 ]               |        |
| Kunda          | La cisterna del templo, el aljibe escalonado, la piscina, generalmente con graderios, servicios públicos para bañarse; a menudo conectado con un río cercano o arroyo de montaña | Pushkarani, Sara, Sagar, Tadaga, Udapana, Var, Vapi                                        | Garuda Purana XLVI, Mahanirvana tantra XIII                                  | [ Kumar 6 ]                      |        |
| Lata           | liana, planta tipo enredadera, enredadera, un tipo de trabajo de desplazamiento; también encontrado sobre sikhara |                                                                                            |                                                                              | [ 62 ]                           |        |
| Makara         | una mítica criatura marina de fusión con peces-cocodrilos como cara, tronco u hocico, patas a veces con garras de león y cola; vahana de Varuna |                                                                                            | Suprabhedagama 31.68-72                                                      | [ Kumar 7 ]                      |        |
| Mandapa        | Sala o pabellón con pilares, con pilares generalmente esculpidos; una mandapa es típicamente cuadrada, rectangular, octagonal o circular; puede tener muros con ventanas de piedra perforada, puede estar abierta en algunos o en todos los lados. Los templos grandes pueden tener muchas mandapas interconectadas. Es un lugar de reunión, un lugar para que descansen los peregrinos (choultry), una parte del espacio de la circunvalación, o para esperar durante las oraciones o rituales de Sanskara rito de paso). Un mandapa puede tener una torre (shikhara) propia, pero es más baja que la del santuario. | Mandapam, Mantapa, Jagamohan                                                               | Manasara XXXII-XXXIV, Kamikagama 50, Brihat samhita, Vishnu Purana 6.124-136 | [ 63 ] [ Bharne 8 ] [ Kumar 8 ]  |        |
| Mulaprasada    | Santuario principal en un complejo de templos |                                                                                            |                                                                              | [ 63 ]                           |        |
| Nisha          | Nicho en las paredes del templo o en pilares para esculturas o estelas |                                                                                            |                                                                              | [ 64 ]                           |        |
| Nyasa          | El arte de organizar imágenes y frisos para crear una narrativa o composición, en algunos textos se refiere a la colocación relativa de imágenes dentro de un panel para resumir una leyenda o fábula hindú; también una forma de ritual. |                                                                                            | Vastusutra Upanishad VI                                                      | [ 64 ] [ 65 ]                    |        |
| Prakara        | Muro que separa una zona interior del suelo del templo de una zona exterior; típicamente concéntricos, defensivos y fortificados, una característica agregada después de las guerras y saqueo a partir del siglo XIV. |                                                                                            |                                                                              | [ Bharne 9 ] [ 66 ]              |        |
| Prastara       | Entablatura, superestructura horizontal de bandas y molduras sobre capiteles de columnas, a veces funciona como un parapeto de un piso. | Chaiva, gopanam, kapotam, mancham                                                          | Manasara XVI, ; Kamikagama LIV                                               | [ 67 ] [ Bharne 10 ] [ Kumar 9 ] |        |
| Ratha          | Una faceta o proyección exterior vertical sobre la planta del santuario y arriba de lashikhara, u otra estructura. Generalmente se lleva desde la parte inferior del templo hasta la superestructura. Un ratha, que significa carro, es también el carro del templo que se usa para procesionar el murti en festivales, y un "templo ratha" es uno diseñado para parecerse a un carro, con ruedas en los costados, y con frecuencia caballos. El ejemplo más famoso es el templo del Sol, Konarak. |                                                                                            |                                                                              | [ 68 ]                           |        |
| Sala           | Pabellón redondo con techo de barril, techo de carreta; enraizado en el puesto con techo de paja para las personas o la tradición ganadera, luego otros materiales de construcción; cualquier mansión o griha; un edificio de servicios para peregrinos con mandapas o veranda con pilares o ambos dentro del complejo del templo, los textos hinduistas describen la sala de varios pisos; en el sur, sala son edificaciones utilizadas como un motivo decorativo, o un techo actual, como en la parte superior de los gopurams; enraizado en antiguos estilos de techo de paja.                                     | Chala                                                                                      | Manasara XXXV verses 1-404                                                   | [ 69 ] [ Kumar 10 ]              |        |
| Sikhara/Vimana | En el norte de la India, la torre sobre el santuario (toda la espira sobre la mulaprasada); en el sur de la India, la parte superior de la torre que está sobre la vimana | Shikhara, Sikha, Sikhanta, Sikhamani, Deul en el este de la India, Garbhaka, Garbhamandira | Brihat Samhita LVI                                                           | [ 70 ] [ Kumar 11 ] [ 71 ]       |        |
| Stambha        | Un pilar; puede ser un elemento de carga o un elemento independiente con diya (lámparas) e iconos hinduistas debajo, alrededor y/o en la parte superior; los diseños varían significativamente según la región, en los templos hinduistas de Kerala están en la entrada; en ocasiones festivas las lámparas de mecha se cargan de aceite y son encendidas | Kambha, Dwajasthampam, Kodimaram                                                           | Manasara XV, Kasyapa silpa sastra IX                                         | [ Bharne 11 ]                    |        |
| Sukanasa       | Una característica externa adornada sobre la entrada a la garbhagriha o santuario interior. Se sienta sobre la cara de la torre sikhara (en la India del Sur, la vimana) como una especie de antefix. Puede referirse a la antarala abajo también. | sukanasa-sika                                                                              | Agni Purana XLII                                                             | [ Kumar 12 ]                     |        |
| Tala           | Nivel o piso de un shikhara, vimana o gopuram |                                                                                            |                                                                              | [ 70 ]                           |        |
| Torana         | Cualquier arco o dosel, adorno o elemento arquitectónico en templos y edificios; también se refiere a una puerta de entrada arqueada. | Numerosos términos, por ejemplo, Gavaksha (de forma de 'ojo de vaca')                      | Garuda Purana XLVII, Manasara XLVI verses 1-77                               | [ Kumar 13 ]                     |        |
| Urushringa     | Shikharas subsidiarios en forma de torreta en el costado del shikhara principal; la torreta primaria se llama shringa |                                                                                            | Brihat Samhita LVI, Agni Purana CIV                                          | [ 72 ] [ Kumar 14 ]              | \|}    |